# 20444 Mamesser
A 20444 Mamesser (ideiglenes jelöléssel 1999 JK63) a Naprendszer kisbolygóövében található aszteroida. A LINEAR projekt keretében fedezték fel 1999. május 10-én.